# Rów Natoliński
Rów Natoliński – rów wodny w Warszawie, w dzielnicy Wilanów.

## Położenie i charakterystyka
Rów znajduje się na terenie dzielnicy Wilanów, leży w zlewni rzeki Wilanówki, uchodzi do Jeziora Powsinkowskiego. Według państwowego rejestru nazw geograficznych początek rowu położony jest w rejonie ulic Potułkały i Kwitnącej Łąki, a ujście niedaleko ulicy Europejskiej. Jego długość wynosi ok. 6 km. Według innych danych, powstałych na zamówienie miasta, rów rozpoczyna się na skraju Lasu Natolińskiego, niedaleko ulicy Pałacowej, a jego długość to 4 km.
Rów biegnie przez Las Natoliński, na terenie którego przepływa przez staw Łasice. W pobliżu rezerwatu do cieku wpadają rowy R-P6 i R-P4, które doprowadzają wody od południa z rozbudowanej sieci rowów z terenów znajdujących się w zachodnim Powsinie, ograniczonych ulicami Drewny, Opieńki i Gąsek, a także inne, nienazwane. Po wypłynięciu z lasu rów biegnie równolegle do ulicy Marcepanowej. Po minięciu przepustu pod ulicą Przyczółkową kieruje się na północny wschód i uchodzi do Jeziora Powsinkowskiego. Ciek na ostatnim odcinku przecina trasę Południowej Obwodnicy Warszawy (droga ekspresowa S2), na której zaprojektowano przepust.
Rów zasilany jest głównie wodami gruntowymi i źródliskowymi spod skarpy warszawskiej. W skład jego zlewni wchodzą tereny znajdujące się w dzielnicach Wilanów (ok. ⅓ powierzchni) oraz Ursynów. Część zlewni znajduje się też na terenie gminy Konstancin-Jeziorna. W jej skład wchodzą głównie tereny rolnicze oraz zurbanizowane zabudową jednorodzinną. Rów zasilany jest także wodami odprowadzanymi z oczyszczalni wód deszczowych znajdującej się przy ulicy Karuzela, która odwadnia Powsin oraz Miasteczko Wilanów. Całkowita powierzchnia zlewni wynosi 16,0813 km².
Przy ulicy Stefana Korbońskiego zlokalizowany jest przystanek autobusowy Warszawskiego Transportu Publicznego o nazwie „Rów Natoliński”.

## Przyroda i czystość
Część biegu rowu położona jest na terenie rezerwatu przyrody Las Natoliński i jego otuliny, a także na obszarze Warszawskiego Obszaru Chronionego Krajobrazu, utworzonego rozporządzeniem Wojewody Warszawskiego z dnia 29 sierpnia 1997 r. w sprawie utworzenia obszaru chronionego krajobrazu na terenie województwa warszawskiego. Rezerwat Las Natoliński jest także objęty specjalnym obszarem ochrony siedlisk Natura 2000 o kodzie PLH140042, który został utworzony ze względu na jego puszczański charakter i dużą bioróżnorodność. Południowe krańce rowu lub też jego dopływy, w zależności od przyjętych źródeł, leżą na terenie otuliny rezerwatu przyrody Las Kabacki.
Ciek zanieczyszczony jest związkami manganu oraz żelaza, przez co obserwuje się powstawanie rdzawych i pomarańczowych osadów na skarpach rowu, zmieniony jest także odcień koloru wody. Wynika to z intensywnej zabudowy Wilanowa i odwadniania wykopów budowlanych.

## Galeria
| - Rów na terenie Lasu Natolińskiego - Rów Natoliński, przepust – ulica Wiedeńska, widoczne rdzawe zabarwienie cieku i jego skarp - Rów Natoliński, przepust – ulica Przyczółkowa, widok od strony zachodniej - Rów Natoliński – widok z ulicy Przyczółkowej na budowę drogi ekspresowej S2 nad ciekiem |